# Gran Premio di superbike di Silverstone 2011
Il Gran Premio di superbike di Gran Bretagna 2011 è la nona prova del mondiale superbike 2011, nello stesso fine settimana si corre l'ottavo gran premio stagionale del mondiale supersport 2011 e il sesto della Superstock 1000 FIM Cup. Ha registrato le vittorie di Carlos Checa in Superbike, in entrambe le gare, di Chaz Davies in Supersport e di Danilo Petrucci in Superstock.

## Superbike

### Gara 1[1]

#### Arrivati al traguardo
| Pos. | Nº  | Pilota           | Squadra                  | Motocicletta         | Giri | Tempo     | Griglia | Punti |
| ---- | --- | ---------------- | ------------------------ | -------------------- | ---- | --------- | ------- | ----- |
| 1º   | 7   | Carlos Checa     | Althea Racing            | Ducati 1098R         | 18   | 38:06.477 | 4º      | 25    |
| 2º   | 58  | Eugene Laverty   | Yamaha World Superbike   | Yamaha YZF R1        | 18   | +3.304    | 2º      | 20    |
| 3º   | 33  | Marco Melandri   | Yamaha World Superbike   | Yamaha YZF R1        | 18   | +4.782    | 6º      | 16    |
| 4º   | 91  | Leon Haslam      | BMW Motorrad Motorsport  | BMW S1000 RR         | 18   | +7.116    | 9º      | 13    |
| 5º   | 211 | John Hopkins     | Samsung Crescent Racing  | Suzuki GSX-R1000     | 18   | +11.057   | 1º      | 11    |
| 6º   | 50  | Sylvain Guintoli | Effenbert-Liberty Racing | Ducati 1098R         | 18   | +21.899   | 5º      | 10    |
| 7º   | 17  | Joan Lascorz     | Kawasaki Racing          | Kawasaki ZX-10R      | 18   | +22.308   | 18º     | 9     |
| 8º   | 121 | Maxime Berger    | Supersonic Racing        | Ducati 1098R         | 18   | +22.734   | 15º     | 8     |
| 9º   | 11  | Troy Corser      | BMW Motorrad Motorsport  | BMW S1000 RR         | 18   | +25.491   | 16º     | 7     |
| 10º  | 86  | Ayrton Badovini  | BMW Motorrad Italia      | BMW S1000 RR         | 18   | +25.725   | 10º     | 6     |
| 11º  | 1   | Max Biaggi       | Aprilia Alitalia Racing  | Aprilia RSV4 Factory | 18   | +25.844   | 11º     | 5     |
| 12º  | 52  | James Toseland   | BMW Motorrad Italia      | BMW S1000 RR         | 18   | +45.578   | 14º     | 4     |
| 13º  | 44  | Roberto Rolfo    | Team Pedercini           | Kawasaki ZX-10R      | 18   | +51.650   | 19º     | 3     |
| 14º  | 10  | Jon Kirkham      | Samsung Crescent Racing  | Suzuki GSX-R1000     | 18   | +57.310   | 21º     | 2     |
| 15º  | 2   | Leon Camier      | Aprilia Alitalia Racing  | Aprilia RSV4 Factory | 18   | +1:36.457 | 3º      | 1     |

#### Ritirati
| Nº | Pilota          | Squadra                  | Motocicletta         | Giri | Griglia |
| -- | --------------- | ------------------------ | -------------------- | ---- | ------- |
| 32 | Fabrizio Lai    | Castrol Honda            | Honda CBR1000RR      | 12   | 20º     |
| 8  | Mark Aitchison  | Team Pedercini           | Kawasaki ZX-10R      | 10   | 12º     |
| 41 | Noriyuki Haga   | PATA Racing Team Aprilia | Aprilia RSV4 Factory | 9    | 8º      |
| 96 | Jakub Smrž      | Effenbert-Liberty Racing | Ducati 1098R         | 6    | 13º     |
| 22 | Alexander Lowes | Castrol Honda            | Honda CBR1000RR      | 5    | 17º     |
| 84 | Michel Fabrizio | Suzuki Alstare           | Suzuki GSX-R1000     | 0    | 7º      |

#### Non partito
| Nº | Pilota    | Squadra         | Motocicletta    |
| -- | --------- | --------------- | --------------- |
| 66 | Tom Sykes | Kawasaki Racing | Kawasaki ZX-10R |

### Gara 2[2]

#### Arrivati al traguardo
| Pos. | Nº  | Pilota           | Squadra                  | Motocicletta         | Giri | Tempo     | Griglia | Punti |
| ---- | --- | ---------------- | ------------------------ | -------------------- | ---- | --------- | ------- | ----- |
| 1º   | 7   | Carlos Checa     | Althea Racing            | Ducati 1098R         | 18   | 38:03.361 | 4º      | 25    |
| 2º   | 58  | Eugene Laverty   | Yamaha World Superbike   | Yamaha YZF R1        | 18   | +2.274    | 2º      | 20    |
| 3º   | 33  | Marco Melandri   | Yamaha World Superbike   | Yamaha YZF R1        | 18   | +3.675    | 6º      | 16    |
| 4º   | 1   | Max Biaggi       | Aprilia Alitalia Racing  | Aprilia RSV4 Factory | 18   | +3.960    | 11º     | 13    |
| 5º   | 2   | Leon Camier      | Aprilia Alitalia Racing  | Aprilia RSV4 Factory | 18   | +4.405    | 3º      | 11    |
| 6º   | 50  | Sylvain Guintoli | Effenbert-Liberty Racing | Ducati 1098R         | 18   | +10.958   | 5º      | 10    |
| 7º   | 211 | John Hopkins     | Samsung Crescent Racing  | Suzuki GSX-R1000     | 18   | +11.387   | 1º      | 9     |
| 8º   | 91  | Leon Haslam      | BMW Motorrad Motorsport  | BMW S1000 RR         | 18   | +11.496   | 9º      | 8     |
| 9º   | 84  | Michel Fabrizio  | Suzuki Alstare           | Suzuki GSX-R1000     | 18   | +12.247   | 7º      | 7     |
| 10º  | 86  | Ayrton Badovini  | BMW Motorrad Italia      | BMW S1000 RR         | 18   | +19.705   | 10º     | 6     |
| 11º  | 96  | Jakub Smrž       | Effenbert-Liberty Racing | Ducati 1098R         | 18   | +19.753   | 13º     | 5     |
| 12º  | 121 | Maxime Berger    | Supersonic Racing        | Ducati 1098R         | 18   | +21.582   | 15º     | 4     |
| 13º  | 52  | James Toseland   | BMW Motorrad Italia      | BMW S1000 RR         | 18   | +27.235   | 14º     | 3     |
| 14º  | 8   | Mark Aitchison   | Team Pedercini           | Kawasaki ZX-10R      | 18   | +30.702   | 12º     | 2     |
| 15º  | 10  | Jon Kirkham      | Samsung Crescent Racing  | Suzuki GSX-R1000     | 18   | +42.579   | 21º     | 1     |
| 16º  | 32  | Fabrizio Lai     | Castrol Honda            | Honda CBR1000RR      | 18   | +43.420   | 20º     |       |

#### Ritirati
| Nº | Pilota          | Squadra                  | Motocicletta         | Giri | Griglia |
| -- | --------------- | ------------------------ | -------------------- | ---- | ------- |
| 44 | Roberto Rolfo   | Team Pedercini           | Kawasaki ZX-10R      | 16   | 19º     |
| 11 | Troy Corser     | BMW Motorrad Motorsport  | BMW S1000 RR         | 12   | 16º     |
| 22 | Alexander Lowes | Castrol Honda            | Honda CBR1000RR      | 7    | 17º     |
| 17 | Joan Lascorz    | Kawasaki Racing          | Kawasaki ZX-10R      | 6    | 18º     |
| 41 | Noriyuki Haga   | PATA Racing Team Aprilia | Aprilia RSV4 Factory | 4    | 8º      |

#### Non partito
| Nº | Pilota    | Squadra         | Motocicletta    |
| -- | --------- | --------------- | --------------- |
| 66 | Tom Sykes | Kawasaki Racing | Kawasaki ZX-10R |

## Supersport[3]

### Arrivati al traguardo
| Pos. | Nº  | Pilota            | Squadra                        | Motocicletta        | Giri | Tempo     | Griglia | Punti |
| ---- | --- | ----------------- | ------------------------------ | ------------------- | ---- | --------- | ------- | ----- |
| 1º   | 7   | Chaz Davies       | Yamaha ParkinGO                | Yamaha YZF R6       | 16   | 34:55.198 | 8º      | 25    |
| 2º   | 44  | David Salom       | Kawasaki Motocard.com          | Kawasaki ZX-6R      | 16   | +1.085    | 1º      | 20    |
| 3º   | 99  | Fabien Foret      | Hannspree Ten Kate Honda       | Honda CBR600RR      | 16   | +2.449    | 6º      | 16    |
| 4º   | 22  | Roberto Tamburini | Bike Service R.T.              | Yamaha YZF R6       | 16   | +8.319    | 10º     | 13    |
| 5º   | 55  | Massimo Roccoli   | Lorenzini by Leoni             | Kawasaki ZX-6R      | 16   | +11.283   | 9º      | 11    |
| 6º   | 23  | Broc Parkes       | Kawasaki Motocard.com          | Kawasaki ZX-6R      | 16   | +12.308   | 7º      | 10    |
| 7º   | 38  | Balázs Németh     | Hungary Toth                   | Honda CBR600RR      | 16   | +14.011   | 21º     | 9     |
| 8º   | 117 | Miguel Praia      | Parkalgar Honda                | Honda CBR600RR      | 16   | +14.814   | 13º     | 8     |
| 9º   | 21  | Florian Marino    | Hannspree Ten Kate Honda       | Honda CBR600RR      | 16   | +14.906   | 3º      | 7     |
| 10º  | 77  | James Ellison     | Bogdanka PTR Honda             | Honda CBR600RR      | 16   | +17.635   | 16º     | 6     |
| 11º  | 4   | Gino Rea          | Step Racing                    | Honda CBR600RR      | 16   | +25.109   | 4º      | 5     |
| 12º  | 9   | Luca Scassa       | Yamaha ParkinGO                | Yamaha YZF R6       | 16   | +25.230   | 11º     | 4     |
| 13º  | 5   | Alexander Lundh   | Cresto Guide Racing            | Honda CBR600RR      | 16   | +25.430   | 12º     | 3     |
| 14º  | 34  | Ronan Quarmby     | Suriano Racing                 | Triumph Daytona 675 | 16   | +33.084   | 20º     | 2     |
| 15º  | 31  | Vittorio Iannuzzo | Lorenzini by Leoni             | Kawasaki ZX-6R      | 16   | +43.631   | 15º     | 1     |
| 16º  | 60  | Vladimir Ivanov   | Step Racing                    | Honda CBR600RR      | 16   | +43.898   | 18º     |       |
| 17º  | 10  | Imre Tóth         | Hungary Toth                   | Honda CBR600RR      | 16   | +44.554   | 17º     |       |
| 18º  | 69  | Ondřej Ježek      | SMS Racing                     | Honda CBR600RR      | 16   | +49.696   | 22º     |       |
| 19º  | 88  | Luke Stapleford   | Profile Road and Racing Perfor | Kawasaki ZX-6R      | 16   | +56.968   | 23º     |       |
| 20º  | 8   | Bastien Chesaux   | MACH Racing                    | Honda CBR600RR      | 16   | +1:02.743 | 25º     |       |
| 21º  | 25  | Marko Jerman      | MD Team Jerman                 | Triumph Daytona 675 | 16   | +1:16.259 | 27º     |       |
| 22º  | 19  | Mitchell Pirotta  | KUJA Racing                    | Honda CBR600RR      | 16   | +1:45.117 | 26º     |       |
| 23º  | 33  | Yves Polzer       | MRC Austria                    | Yamaha YZF R6       | 16   | +2:05.404 | 29º     |       |
| 24º  | 24  | Eduard Blokhin    | RivaMoto                       | Yamaha YZF R6       | 15   | +1 giro   | 30º     |       |

### Non classificato
| Nº | Pilota            | Squadra     | Motocicletta        | Giri | Tempo   | Griglia |
| -- | ----------------- | ----------- | ------------------- | ---- | ------- | ------- |
| 16 | Christan Cassella | AARK Racing | Triumph Daytona 675 | 8    | +8 giri | 28º     |

### Ritirati
| Nº  | Pilota          | Squadra             | Motocicletta        | Giri | Griglia |
| --- | --------------- | ------------------- | ------------------- | ---- | ------- |
| 28  | Paweł Szkopek   | Bogdanka PTR Honda  | Honda CBR600RR      | 10   | 19º     |
| 91  | Danilo Dell'Omo | Suriano Racing      | Triumph Daytona 675 | 4    | 14º     |
| 127 | Robbin Harms    | Harms Benjan Racing | Honda CBR600RR      | 3    | 5º      |
| 87  | Luca Marconi    | Bike Service R.T.   | Yamaha YZF R6       | 3    | 24º     |
| 11  | Sam Lowes       | Parkalgar Honda     | Honda CBR600RR      | 3    | 2º      |

### Non qualificato
| Nº | Pilota        | Squadra  | Motocicletta  |
| -- | ------------- | -------- | ------------- |
| 73 | Oleg Pozdneev | RivaMoto | Yamaha YZF R6 |

## Superstock
La pole position è stata fatta segnare da Danilo Petrucci in 2:08.582; lo stesso pilota ha effettuato il giro più veloce in gara, in 2:08.796.

### Arrivati al traguardo
| Pos. | Nº  | Pilota                | Squadra                  | Motocicletta    | Giri | Tempo     | Griglia | Punti |
| ---- | --- | --------------------- | ------------------------ | --------------- | ---- | --------- | ------- | ----- |
| 1º   | 9   | Danilo Petrucci       | Barni Racing             | Ducati 1098R    | 10   | 21:36.434 | 1º      | 25    |
| 2º   | 87  | Lorenzo Zanetti       | BMW Motorrad Italia      | BMW S1000 RR    | 10   | +3.431    | 4º      | 20    |
| 3º   | 59  | Niccolò Canepa        | Lazio MotorSport         | Ducati 1098R    | 10   | +3.465    | 3º      | 16    |
| 4º   | 14  | Lorenzo Baroni        | Althea Racing            | Ducati 1098R    | 10   | +12.047   | 7º      | 13    |
| 5º   | 36  | Leandro Mercado       | Team Pedercini           | Kawasaki ZX-10R | 10   | +14.270   | 6º      | 11    |
| 6º   | 21  | Markus Reiterberger   | Garnier Alpha Racing     | BMW S1000 RR    | 10   | +14.715   | 9º      | 10    |
| 7º   | 8   | Andrea Antonelli      | Team Lorini              | Honda CBR1000RR | 10   | +18.739   | 12º     | 9     |
| 8º   | 32  | Sheridan Morais       | Lorenzini by Leoni       | Kawasaki ZX-10R | 10   | +19.371   | 13º     | 8     |
| 9º   | 47  | Eddi La Marra         | Team Lorini              | Honda CBR1000RR | 10   | +21.321   | 8º      | 7     |
| 10º  | 11  | Jérémy Guarnoni       | MRS Yamaha Racing France | Yamaha YZF R1   | 10   | +23.655   | 11º     | 6     |
| 11º  | 5   | Marco Bussolotti      | Pedercini Team           | Kawasaki ZX-10R | 10   | +23.868   | 14º     | 5     |
| 12º  | 67  | Bryan Staring         | Team Pedercini           | Kawasaki ZX-10R | 10   | +25.719   | 20º     | 4     |
| 13º  | 15  | Fabio Massei          | Team Piellemoto          | BMW S1000 RR    | 10   | +28.520   | 18º     | 3     |
| 14º  | 83  | Danny Buchan          | Goeleven                 | Kawasaki ZX-10R | 10   | +31.149   | 15º     | 2     |
| 15º  | 93  | Matthieu Lussiana     | Team ASPI                | BMW S1000 RR    | 10   | +37.464   | 16º     | 1     |
| 16º  | 303 | Keith Farmer          | Kawasaki Racing          | Kawasaki ZX-10R | 10   | +39.528   | 17º     |       |
| 17º  | 28  | Ferruccio Lamborghini | Ten Kate Junior          | Honda CBR1000RR | 10   | +39.745   | 19º     |       |
| 18º  | 23  | Luca Verdini          | Goeleven                 | Kawasaki ZX-10R | 10   | +40.029   | 23º     |       |
| 19º  | 40  | Alen Győrfi           | Adrenalin H-Moto         | Honda CBR1000RR | 10   | +52.369   | 29º     |       |
| 20º  | 55  | Tomáš Svitok          | SK Energy                | Ducati 1098R    | 10   | +52.722   | 24º     |       |
| 21º  | 120 | Marcin Walkowiak      | Bogdanka PTR Honda       | BMW S1000 RR    | 10   | +52.942   | 26º     |       |
| 22º  | 86  | Beau Beaton           | Garnier Racing           | BMW S1000 RR    | 10   | +53.308   | 21º     |       |
| 23º  | 10  | Lee Costello          | HALSALL Racing           | Honda CBR1000RR | 10   | +53.580   | 27º     |       |
| 24º  | 27  | Thomas Caiani         | BWG Racing Kawasaki      | Kawasaki ZX-10R | 10   | +1:11.694 | 30º     |       |
| 25º  | 89  | Michal Salač          | Salac Racing             | BMW S1000 RR    | 10   | +1:19.565 | 31º     |       |
| 26º  | 6   | Lorenzo Savadori      | Lorenzini by Leoni       | Kawasaki ZX-10R | 10   | +1:59.429 | 10º     |       |

### Ritirati
| Nº | Pilota           | Squadra             | Motocicletta    | Giri | Griglia |
| -- | ---------------- | ------------------- | --------------- | ---- | ------- |
| 34 | Davide Giugliano | Althea Racing       | Ducati 1098R    | 8    | 2º      |
| 71 | Roy ten Napel    | Domburg Racing      | Honda CBR1000RR | 5    | 22º     |
| 39 | Randy Pagaud     | Garnier Racing      | BMW S1000 RR    | 4    | 28º     |
| 20 | Sylvain Barrier  | BMW Motorrad Italia | BMW S1000 RR    | 3    | 5º      |
| 4  | Taylor Knapp     | CN Racing           | Kawasaki ZX-10R | 3    | 25º     |